# Hybosema ehrenbergii
Hybosema ehrenbergii är en ärtväxtart som först beskrevs av Diederich Franz Leonhard von Schlechtendal, och fick sitt nu gällande namn av Hermann August Theodor Harms. Hybosema ehrenbergii ingår i släktet Hybosema och familjen ärtväxter. IUCN kategoriserar arten globalt som livskraftig. Inga underarter finns listade i Catalogue of Life.